# (7086) Bopp
(7086) Bopp (1991 TA1) — planetoida z grupy pasa głównego asteroid okrążająca Słońce w ciągu 2,64 lat w średniej odległości 1,91 j.a. Została odkryta 5 października 1991 roku w Palomar Observatory przez Carolyn Shoemaker. Nazwa planetoidy została nadana na cześć astronoma amatora Thomasa Boppa, współodkrywcy komety Hale'a-Boppa.